# 東方文花帖 〜 Bohemian Archive in Japanese Red.
『東方文花帖 〜 Bohemian Archive in Japanese Red.』（とうほうぶんかちょう ボヘミアン・アーカイブ・イン・ジャパニーズ・レッド）は、一迅社から刊行された書籍で、東方Projectのファンブックである。
書籍の前半部分は、東方Projectの登場人物のひとりでブン屋（新聞記者）の射命丸文が発行した架空の新聞記事のページと、その記事を読んだ記事対象の登場人物と射命丸文が会話するという内容のページがセットになっており、それを繰り返す構成になっている。
後半には、同人作家によるアンソロジーコミックと、東方Projectの原作者であるZUNへのインタビュー記事が掲載されている。このほか、ゲームの体験版などが入ったCD-ROMが付属している。
ZUNによれば、最初に一迅社（当時はスタジオDNA）がこの話を持ちかけてきたのは2004年の初めかそれより前である。一迅社側は公式設定集や攻略本を希望していたが、ZUNの要望が通されたことにより本書のような構成となった。
登場人物の射命丸文は、この書籍が初出である。また、後に製作されたゲーム『東方文花帖 〜 Shoot the Bullet.』は、この本のゲームパートに当たる作品に位置付けられている。
本項では、以降は『文花帖（書籍）』と称することとする。その他の本項で使用されている東方Project関連の略称については、東方Project#凡例を参照。

## 内容
カバーイラストは唖采弦二が担当。
風の号外
書籍の冒頭に掲載されている漫画。ZUNが原作で、作画は葉庭が担当。射命丸文が、自身の発行する新聞「文々。新聞」の存在を知ってもらうため、「号外」と称して新聞をばら撒くシーンから始まる。
文々。新聞（ぶんぶんまるしんぶん）
本作品のメインとなる部分。各登場人物に関する「文々。新聞」の記事と、それに対する射命丸文によるインタビューという体裁を取っている。『紅魔郷』から『文花帖（書籍）』前までに登場したほぼ全ての人物が登場している。このほか、『紅魔郷』から『花映塚』までに発生した「異変」について、射命丸文による覚書という形で掲載されている。
本文はZUNによるもので、挿絵は唖采弦二、alphes、綾見ちは、高階@聖人、立羽、十夜、TOBI、ゆきうさぎ、六羽田共らが担当。新聞記事や覚書に相当する部分に使われている挿絵は、作者名について「撮影協力：【イラストレーター名】」という形式で掲載されている。
いくつかの新聞記事の一部分として、あらたとしひらによる4コマ漫画も掲載されている。
ZUNによる、これまで発表してきた楽曲のうちのいくつかの解説も、新聞記事の一部分という形式で掲載されているが、楽曲解説は新聞記事とは無関係のページにも掲載されている。
アンソロジーコミック
同人作家が作成したアンソロジーコミックが8作品掲載されている。作者は、倉澤まこと、鳴海柚来、藤原俊一、ふじみやみすず、病、ハラオ、kiriu、比良坂真琴。
インタビュー
ZUNへのインタビューが記載されている。インタビュアーは河本茉澄。
付録CD-ROM
ゲーム『東方花映塚 〜 Phantasmagoria of Flower View.』の体験版と、ZUNによる音楽が3曲、およびPC用の壁紙が収録されている。